# صراعات مملكة أهوم والمغول

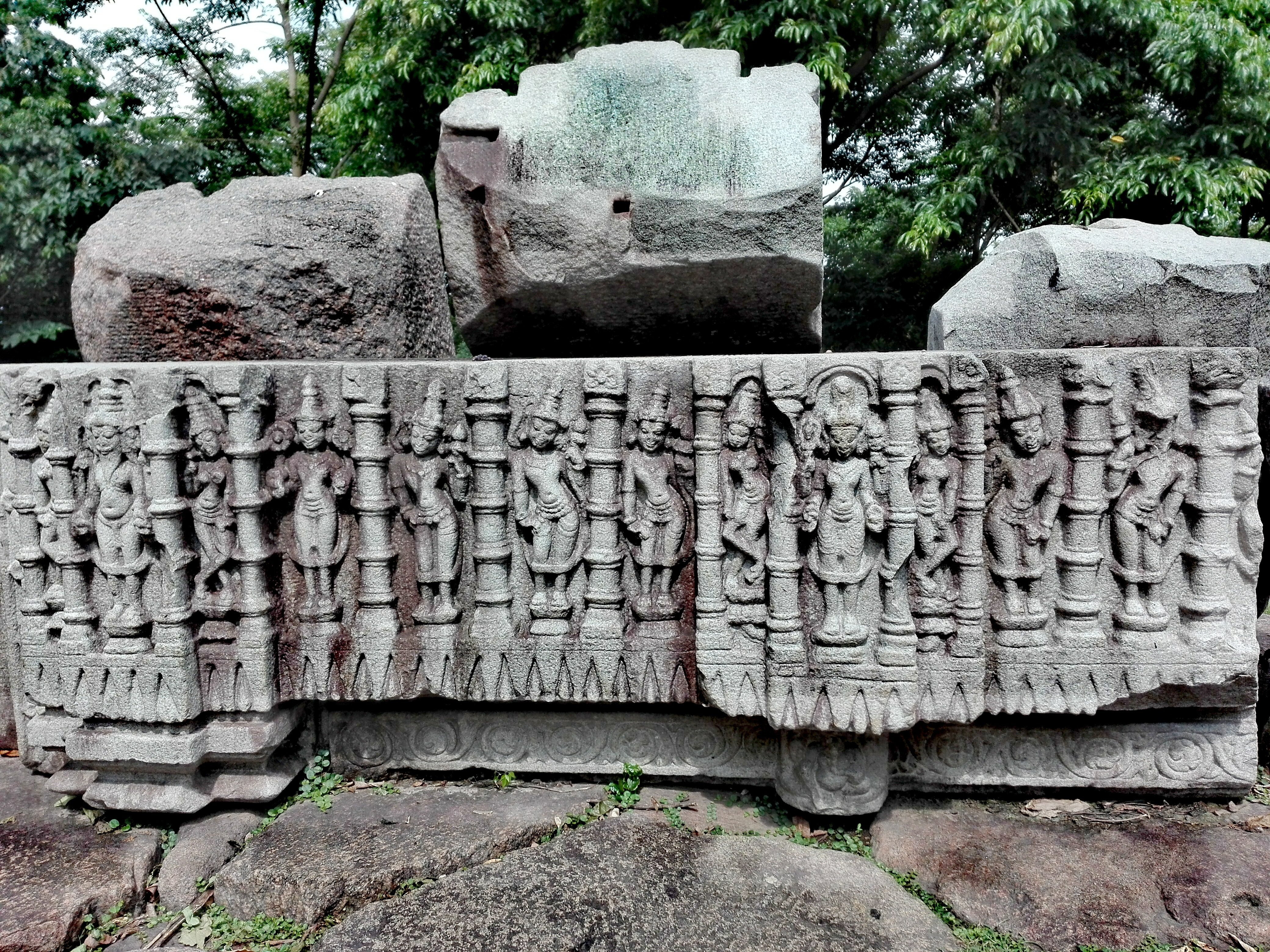
صورة آثرية لمتاحف المغول

تشير صراعات مملكة أهوم والمغول إلى الفترة ما بين الهجوم المغولي الأول على مملكة أهوم عام 1615 وحتى معركة إيتاخولي الأخيرة عام 1682. شهدت الفترة الفاصلة تذبذب حظوظ كلتا القوتين ونهاية حكم كوخ حاجو. وانتهت بامتداد نفوذ مملكة أهوم حتى نهر ماناس الذي بقي يشكل الحدود الغربية للمملكة حتى ظهور البريطانيين عام 1826.

## نظرة عامة
هاجرت أسرة أهوم من المنطقة التي تشكل ميانمار في يومنا هذا إلى وادي براهمابوترا في القرن الثالث عشر. في البداية استقروا مع السكان المحليين وأقاموا دولة جديدة، وفي القرن السادس عشر وسعوا قوتهم وأراضيهم بشكل كبير عبر احتلال مملكة تشوتيا في آسام العليا، وقضوا على اتحاد بارو-بهويان في ناجون ودارانج، وأبعدوا مملكة ديماسا نحو الجنوب. مع تقدمها غربًا تعرضت المملكة لهجوم من الحكام الأتراك والأفغان، وفي إحدى المرات طارد الجنرال الأهومي تون خام بورغوهاين الغزاة الفارين على امتداد مملكة كوخ الوليدة ووصل إلى نهر كاراتويا، ومنذ تلك الآونة راحوا يرون أنفسهم الوريث الشرعي لمملكة كاماروبا السابقة. منذ البداية كانت العلاقة بين أسرة أهوم والمغول عدائية نظرًا إلى عوامل معينة، مثل تحالف المغول مع كوخ بيهار، العدو الغربي لأسرة أهوم، وثانيًا التقدم المتزايد للمغول على الحدود الشمالية، الأمر الذي أثار قلقهم. في حين دعم المغول لاكشمينارايان، نجل نارا نارايان من كوخ بيهار، دخل الملك أهوم سوخامفا (1552-1603) في تحالف عبر الزواج من ابنة ابن عم لاكشمينارايان، راغوديفا، ابن شيلاراي الذي أصبح حاكم الجزء الشرقي من المملكة، كوخ حاجو الذي تضمن تقريبًا مناطق غولبارا الحديثة وباربيتا وكامروب ودارانغ وجزء من سونيتبور (وصولًا إلى بهارالي). في وقت لاحق جُدد هذا التحالف السلالي بين أهوم وكوخ عبر الملك الأهومي التالي سوسينغفا (براتاب سينغا 1603-1641) الذي تزوج إحدى بنات راجا باريكشيت. يبقى صحيحًا أن نارايان سمح بتقسيم مملكته بهدف تلبية الطموحات الإقليمية لابن أخيه. ولكن لسوء الحظ، وعلى الرغم من تهدئته، بقي راغوديفا وخلفاؤه معادين على الدوام تجاه أسرة كوخ الملكية، وقد جلب هذا التنافس والعداء بين هاتين الدولتين الحديثتين التدخل والعدوان من جانب قوتيهما الجارتين العظيمتين: المغول من الغرب والأهوميين من الشرق.

## بداية الصراع
منذ الوقت الذي ظهر فيه المغول على الحدود الشمالية الشرقية، بدأت حالة من التنافس والعداء غير المباشر بين المغول والأهوميين. بعد الهزيمة النهائية لباريكشيت (1613) شُن أول هجوم مغولي منظم على آسام بهدف غزو تلك المملكة. كان ذلك نتيجة لإمبريالية المغول العدوانية. «يبدو أن الرغبة في السيادة السياسية والتوسع الإقليمي كانت الدافع الموجه للمغول». ويبدو أن النزاعات الحدودية والمنافسات التجارية قد أفضت إلى تعقيد الوضع وتسببت القضايا السياسية بعتقيد الصراع. بعد اندثار ملكية كامروب، اعتبر المغول المنطقة الواقعة شرق برنادي حتى سنجيري جزءًا من المنطقة المحتلة، وبالتالي أكدوا حقهم السياسي فيها. أثار هذا الادعاء استياءً شديدًا من قبل الأهوميين. «علاوة على ذلك، جذبت الموارد الطبيعية الغنية لوادي آسام ومملكة كامروب المزدهرة في وادي براهمابوترا السفلي، والتي تكثر فيها الفيلة والنباتات العطرية، المغول الذين كانوا مصممين على فتح باب آسام بالقوة». 
كانت العقوبة المستحقة التي فرضتها حكومة أهوم على تاجر غير مرخص له من الهند المغولية يدعى راتان سينغ أولى المواجهات المفتوحة المنظمة مع مملكة أهوم. كُشفت تجارته غير المشروعة وصودرت بضاعته وطُرد من ولاية آسام. حصل المغول على الذريعة اللازمة للحرب وفُرز على الفور جيش إمبراطوري في عام 1615 تحت قيادة أبو بكر وراجا ساتراجيت من بهوسنا.